# 電縁
株式会社電縁（でんえん、英: DENEN Co. Ltd.）は、東京都品川区に本社を置き、ビジネスコンサルティング、システム開発を提供する日本の企業である。

## 沿革
- 2000年7月 - 株式会社ビューネットシステム設立
- 2004年4月 - 株式会社アイ・ピー・エスと合併し、株式会社電縁に社名変更
- 2005年7月 - プライバシーマークを取得
- 2007年9月 - 本社を渋谷区渋谷に移転
- 2008年8月 - ISMS（情報セキュリティマネジメントシステム）認証取得
- 2009年
  - 4月 - 本社を品川区西五反田に移転
  - 11月 - デジタルサイネージ「サイネージ・リレーション」の提供を開始
- 2011年10月 - 工数管理・プロジェクト管理「InnoPM（イノピーエム）」の提供を開始
- 2012年
  - 3月 - 総合経営コンサルティングサービス「bizsupli（ビズサプリ）」の提供を開始
  - 6月 - 不動産物件表示システム「不動産やさんのサイネージ」の提供を開始
- 2016年
  - 3月 - ブロックチェーン・テクノロジーによるシステム構築の受託を開始
  - 7月 - アイ・オーシステムインテグレーション株式会社を子会社化
- 2017年8月 - ブロックチェーン技術による安否確認サービスのアプリ「getherd」をリリース

## 提供サービス
- 「サイネージ・リレーション」- デジタルサイネージのための高機能コンテンツ管理システム
- 工数管理「InnoPM（イノピーエム）」- クラウド型工数管理・プロジェクト管理ツール
- 総合経営コンサルティングサービス「bizsupli（ビズサプリ）」- 事業継続力強化支援をはじめとする経営コンサルティングサービス
- 「不動産やさんのサイネージ」- 不動産店舗向け物件表示システム